# 笹岡了一
笹岡 了一（ささおか りょういち、1907年8月23日 - 1987年6月8日）は、日本の洋画家。本名は秋元 了一（あきもと りょういち）で、結婚後も旧姓で活動していた。妻は画家・詩人の秋元松子、長女（養女）は画家の秋元由美子。

## 略歴
- 1907年（明治40年）　新潟県中蒲原郡金津村大字朝日（のちの新津市、現在の新潟市秋葉区）に生まれる。
- 1920年（大正9年）　新潟県立新潟中学校（現在の新潟県立新潟高等学校）入学、のちに新潟県立三条中学校（現在の新潟県立三条高等学校）へ転校。
- 1926年（大正15年）　三条中学校を中途退学。
- 1930年（昭和5年）　第7回白日会展初入選。
- 1931年（昭和6年）　第8回白日会白日賞受賞、第12回帝展初入選。安宅安五郎に師事。
- 1933年（昭和8年）　白日会会員となる。
- 1935年（昭和10年）　秋元松子と結婚、改姓する。
- 1946年（昭和21年）　出征先から帰国し、松子の実家がある千葉県東葛飾郡流山町（現在の流山市）に定住。光風会会員となる。
- 1978年（昭和53年）　第10回日展にて内閣総理大臣賞受賞。その後日展評議員、光風会常任理事などを歴任する。
- 1987年（昭和62年）　脳血栓で死去。享年79。流山市から市政20周年記念特別功労表彰を受ける。

## 主な作品
- ウィリアム物語
- 長崎の教会
- 東方賢者の礼拝